# Малярчук Олег Михайлович
Олег Михайлович Малярчук (* 2 червня 1966, смт Отинія Коломийського району Івано-Франківської області) — доктор історичних наук, професор, професор кафедри філології та перекладу Івано-Франківського національного технічного університету нафти і газу, член правління Івано-Франківської обласної організації Національної спілки краєзнавців України, ради Івано-Франківського обласного об'єднання Всеукраїнського товариства "Просвіта" імені Тараса Шевченка, Наукового Товариства імені Тараса Шевченка, головний редактор "Калуських історичних студій", почесний краєзнавець Прикарпаття, лауреат премії Івана Рубчака.

## Освіта, трудова діяльність
Закінчив Івано-Франківський державний педагогічний інститут ім. В. Стефаника (1990).
1 серпня 1990 р. розпочав трудову діяльність із посади вихователя групи продовженого дня середньої школи № 5 м. Калуш, Івано-Франківська область.
2 вересня 1991 р. в порядку переводу призначений учителем історії СШ № 3 і СШ № 10 м. Калуш.
1 вересня 1993 р. звільнений з посади учителя історії школи І – ІІІ ступенів № 3 в порядку переводу на посаду заступника директора з виховної роботи школи І – ІІІ ступенів № 2 м. Калуш. З серпня 1994 по серпень 1999 років вчитель історії школи І - ІІІ ступенів № 2 м. Калуш.
1 люте 2001 р. викладач Калуського навчально-консультаційного центру (НКЦ) Тернопільської академії народного господарства (ТАНГ). З вересня 2004 р. старший викладач кафедри загально економічних та гуманітарних дисциплін Івано-Франківського інституту менеджменту (ІФІМ) цієї академії, яку 2005 р. перейменовано у Тернопільський економічний університет (ТЕУ). 
З березня 2006 р. до 2 червня 2010 р. доцент кафедри загально економічних та гуманітарних дисциплін ІФІМ Тернопільського національного економічного університету (ТНЕУ).
З 1 жовтня 2014 р. у Івано-Франківському національному технічному університеті нафти і газу (ІФНТУНГ). 
З жовтня 2016 р. професор кафедри документознавства та інформаційної діяльності, а з серпня 2020 р. – професор кафедри філології та перекладу ІФНТУНГ.

## Наукова кар'єра
12 квітня 2005 р. в Інституті українознавства ім. І. Крип’якевича НАН України захистив кандидатську дисертацію на тему: «Аграрна політика партійно-радянської влади (1944–1964 рр., західні землі України) за спеціальністю – «історія України» (науковий керівник – доктор історичних наук, професор Микола Литвин).
У квітні 2007 р. отримав вчене звання доцента.
21 червня 2016 р. в Інституті українознавства ім. І. Крип’якевича НАН України захистив докторську дисертацію на тему: «Соціально-економічні процеси в західному регіоні Української РСР (1964–1991)» за спеціальністю – «історія України» (науковий консультант – директор Микола Литвин).
Один із ініціаторів і членів редколегій науково-краєзнавчих збірників «Світич» (2012 р.), «Нам пора для України жить» (2017 р.). 
З 2017 р. головний редактор «Калуських історичних студій".
2015 – 2021 — стажування в Польщі, Словаччині.
О. М. Малярчук — член Спеціалізованої вченої ради із захисту дисертацій в ДВНЗ "Прикарпатський національний університет ім. Василя Стефаника", редакційної колегії "Наукового вісника" ПЗВО "Івано-Франківська академія Івана Золотоустого".
У серпні 2022 р. отримав вчене звання професора.

## Громадська діяльність
Восени 1990 р. вступив у Калуське товариство української мови імені Т. Шевченка «Відродження» (керівник Василь Івасюк).
6 травня 1991 р. – член Калуської міськрайонної організації Української республіканської партії Івано-Франківської області, ведучий місцевої радіогазети «За незалежність».
19 червня 1991 р. – один із засновників дитячої спілки «Соколята» м. Калуш.

## Наукова діяльність
Автор понад 300 наукових публікацій, у тому числі науково-популярних статей у ЗМІ, індивідуальних і колективних монографій, енциклопедично-довідкових видань, підручників та посібників.
Монографії та розвідки з історії України:
- Малярчук О. М. Тоталітаризм проти західноукраїнського села. – Івано-Франківськ: Місто НВ, 2008. – 228 с.
- Малярчук О. М. Соціально-економічні процеси в західному регіоні Української РСР (1964–1991) / О. М. Малярчук. – Івано-Франківськ: Симфонія форте, 2015. – 548 с.

Брав участь у підготовці колективних праць:
- Міжвоєнне село Західної України: соціум, господарство, духовність / Р. О. Гусак, Н. Ж. Коростіль, О. М. Малярчук (кер. авт. кол.). – Івано-Франківськ: Симфонія форте, 2014. – 308 с.
- Художня культура рідного краю. Івано-Франківщина: навч. посібник: [Малендевич О. С., Косован Н. Р., Малярчук О. М., Ковальова Н. В., Барнич Н. П. та ін.]. – Івано-Франківськ, 2016. – 176 с.
- Калуш на давній поштівці та фотографії / О. Оніщук, І. Ільницький, О. Малярчук, І. Тимів. – Львів: Папуга, 2017. – 144 с.
- Проект «Україна». Галичина та Волинь у складі міжвоєнної Польщі /  В. Вісин, Р. Голик, В. Голубко та ін.; авт.-упоряд. М. Р. Литвин; худож.-оформлювач О. А. Гугалова. – Харків: Фоліо, 2017. – 444 с.: іл.
- Малярчук О., Відливаний О., Кецмур О. Калуська міська рада першого демократичного скликання: історія в документах. Збірник документів і матеріалів, присвячений 30-й річниці першого демократичного скликання у м. Калуші. – Івано-Франківськ: Фоліант, 2020. 260 с.
- Малярчук О., Когут О., Івасів Р., Остап’як В. Івано-Франківське обласне культурно-наукове товариство «Рух» – провісник українського відродження 1988 – 1991 років. Івано-Франківськ: «Лілея-НВ», 2021. 128 с.
- Малярчук О. М. Насадження соціалістичної моделі виробництва в сільському господарстві західноукраїнського регіону (1944–1953) // Повсякденне життя населення західних земель України у перші повоєнні роки (1944–1953): вибрані питання: колективна монографія / відп. ред. В. Ільницький. Львів–Торунь: Liha-Pres, 2021. C. 71–106.
- Малярчук О. Політико-ідеологічний терор радянської влади проти західноукраїнського селянства (1944–1953) // Політика пам’яті в Україні щодо радянських репресій у західних областях (1939–1953): вибрані питання: колективна монографія / відп. ред. В. Ільницький. Львів. Ліга-Прес, 2021. С. 76–109.
- Тимів І., Андрійчук Л., Малярчук О. Національно-визвольна боротьба УПА та підпілля ОУН на Калущині в 1944 – 1946 рр. Збірник документів та матеріалів / За заг. ред. С. Адамовича. Івано-Франківськ: Фоліант, 2022. 472 с.
- Маliarchuk О. Ideological and political terror of the soviet government in the Western regions of Ukraine / Oleh Maliarchuk // Stalin’s repressions against the population of the western regions of Ukraine (1939 – 1953): social and personal dimensions, politics of memory : Collective Monograph / ed. V. Ilnytskyi. Riga, Latvia : “Baltija Publishing”, 2022. Р. 47–80.
- Малярчук О. Формування сільськогосподарського кадрового потенціалу радянської влади в західноукраїнських областях у 1944–1953 рр. / Олег Малярчук // Радянські репресії у західних областях України (1939–1953): історія, особистості, пам’ять : колективна монографія / відп. ред. В. Ільницький. Riga, Latvia : “Baltija Publishing”, 2022. С. 202–226.
- Малярчук О. Кадрова російсько-радянська експансія на Західних землях України (1944 – 1964 рр.) // Росія – Україна: союзи, зради, війни. Від. ред. М. Р. Литвин. Львів: Інститут українознавства ім. І. Крип’якевича НАН України, 2022. С. 320–335.

## Нагороди та відзнаки
- Золота медаль за відмінні успіхи у навчанні (1983);
- Грамота управління освіти і науки Івано-Франківської обласної державної адміністрації;
- Грамота Івано-Франківської обласної державної адміністрації та Івано-Франківської обласної ради;
- Подяка міського голови Калуша;
- Почесна грамота від міського голови Калуша.
- Медаль Всеукраїнського товариства «Просвіта» ім. Т. Шевченка – «Просвіті – 150» (2021).
- Ювілейна відзнака міського голови м. Івано-Франківська "80 РОКІВ УПА" (2022).